# Discografie van Trobi
Hieronder volgt de discografie van de Nederlandse producer Trobi, met name zijn albums en zijn nummers met een notering in een hitlijst. 

## Albums
| Album             | Verschijnen   | Label     | Hitlijsten | Hitlijsten | Hitlijsten | Hitlijsten | Opmerkingen                     |
| Album             | Verschijnen   | Label     | BE (VL)    | BE (VL)    | NL         | NL         | Opmerkingen                     |
| Album             | Verschijnen   | Label     | Piek       | Weken      | Piek       | Weken      | Opmerkingen                     |
| ----------------- | ------------- | --------- | ---------- | ---------- | ---------- | ---------- | ------------------------------- |
| Trobi on the beat | 24 maart 2022 | Top Notch | 106        | 5          | 2          | 27         | Studioalbum / Goud in Nederland |

## Singles
| Lied                                                                   | Verschijnen       | Album                   | Hitlijsten | Hitlijsten | Hitlijsten  | Hitlijsten  | Hitlijsten   | Hitlijsten   | Opmerkingen          |
| Lied                                                                   | Verschijnen       | Album                   | BE (VL)    | BE (VL)    | NL (Top 40) | NL (Top 40) | NL (Top 100) | NL (Top 100) | Opmerkingen          |
| Lied                                                                   | Verschijnen       | Album                   | Piek       | Weken      | Piek        | Weken       | Piek         | Weken        | Opmerkingen          |
| ---------------------------------------------------------------------- | ----------------- | ----------------------- | ---------- | ---------- | ----------- | ----------- | ------------ | ------------ | -------------------- |
| Never Let You Down (met Stevie Appleton)                               | 12 mei 2017       | —                       | tip        | —          | —           | —           | —            | —            |                      |
| Big man (met Sevn Alias en Mula B)                                     | 8 februari 2019   | Sirius (van Sevn Alias) | tip28      | —          | tip2        | —           | 3            | 19           |                      |
| Mona Lisa (met Jacin Trill)                                            | 22 februari 2019  | —                       | —          | —          | —           | —           | 84           | 1            |                      |
| Amiri (met JoeyAK)                                                     | 31 januari 2020   | Bodemboy (van JoeyAK)   | —          | —          | —           | —           | 52           | 2            |                      |
| Paradise (met Qlas & Blacka)                                           | 11 juni 2021      | Trobi on the beat       | —          | —          | —           | —           | 52           | 2            |                      |
| Meisje zonder naam (met Emma Heesters en Ronnie Flex)                  | 17 september 2021 | Trobi on the beat       | —          | —          | tip8        | —           | 56           | 4            |                      |
| Einstein (met LouiVos en Mula B)                                       | 22 oktober 2021   | Trobi on the beat       | —          | —          | tip6        | —           | 4            | 17           | Goud in Nederland    |
| Voor jou (met Ashafar en Lijpe)                                        | 21 november 2021  | —                       | —          | —          | —           | —           | 58           | 1            |                      |
| Coke in de uitverkoop (met Mula B)                                     | 14 januari 2022   | Prix d'ami (van Mula B) | —          | —          | —           | —           | 32           | 6            |                      |
| Silent disco (met Qlas & Blacka en Mula B)                             | 21 januari 2022   | Trobi on the beat       | —          | —          | —           | —           | 47           | 2            |                      |
| Wishlist (met Ashafar en Ronnie Flex)                                  | 17 februari 2022  | —                       | —          | —          | —           | —           | 40           | 2            |                      |
| Okee shordy (met Ronnie Flex, Chivv en ADF Samski)                     | 4 maart 2022      | Trobi on the beat       | —          | —          | tip1        | —           | 8            | 19           | Platina in Nederland |
| Donkere dagen (met Lijpe en Emms)                                      | 24 maart 2022     | Trobi on the beat       | —          | —          | —           | —           | 25           | 5            |                      |
| Link me (met Dopebwoy en JoeyAK)                                       | 24 maart 2022     | Trobi on the beat       | —          | —          | —           | —           | 77           | 4            |                      |
| Jou om me heen (met Nielson)                                           | 7 oktober 2022    | —                       | —          | —          | tip18       | —           | —            | —            |                      |
| Love song (met Ronnie Flex en Bilal Wahib)                             | 30 december 2022  | —                       | —          | —          | 28          | 3           | 3            | 11           | Goud in Nederland    |
| Ome Duo (met Chivv, Kraantje Pappie, ADF Samski en Angela Groothuizen) | 21 april 2023     | —                       | —          | —          | tip2        | —           | 30           | 16           | Goud in Nederland    |
| 100 doezoe cash (met Lijpe, Fatah en KA)                               | 8 september 2023  | —                       | —          | —          | tip15       | —           | 19           | 6            |                      |
| After van de after (met Turfy Gang)                                    | 22 september 2023 | —                       | —          | —          | —           | —           | 68           | 1            |                      |
| Wacht op mij (met Ronnie Flex en Tabitha)                              | 27 oktober 2023   | —                       | —          | —          | tip4        | —           | 13           | 10           |                      |
| Freestyle (met Lijpe)                                                  | 22 december 2023  | —                       | —          | —          | tip12       | —           | 64           | 3            |                      |